# Kamienica pod Gigantami w Warszawie

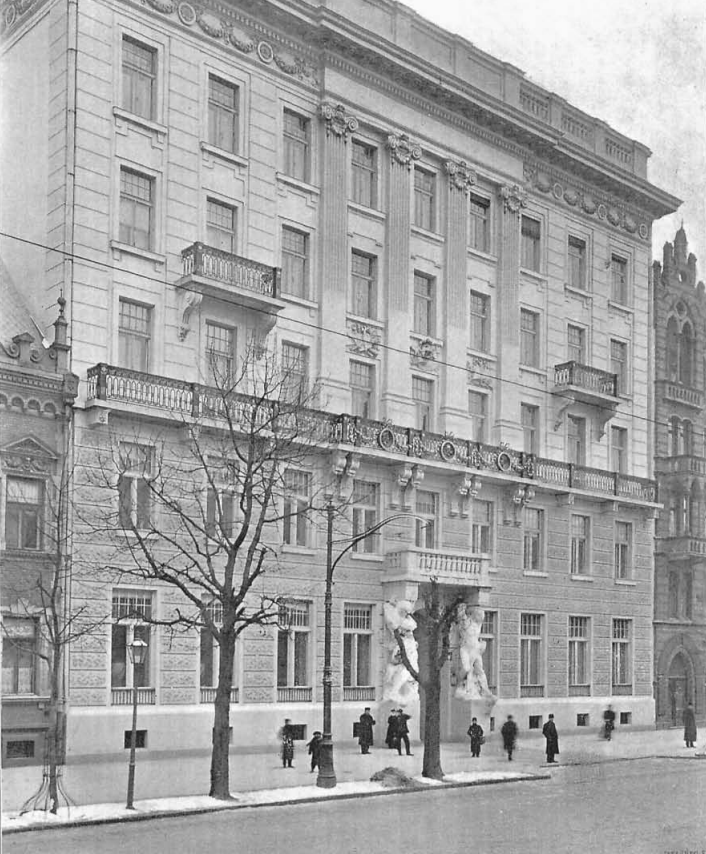
Kamienica w 1908 roku

Kamienica pod Gigantami (nazwana także Domem pod Atlantami, kamienicą Strzałeckiego lub Domem pod Gigantami)
– kamienica znajdująca się w Warszawie, w Alejach Ujazdowskich pod nr 24 (dawniej 22, a w okresie międzywojennym pod nr 36).
Kamienica została wzniesiona w latach 1904–1907 według projektu Władysława Marconiego.

## Architektura
Kamienica została zaprojektowana dla malarza i kolekcjonera Antoniego Strzałeckiego w stylu wczesnomodernistycznym z elementami klasycystycznymi i barokowymi. Budynek jest czteropiętrowy. Fasada symetryczna, 9-osiowa, w części środkowej znajduje się główne wejście flankowane piaskowcowymi figurami gigantów (zaprojektował je Zygmunt Otto), podtrzymującymi balkon. Jeden podpiera go barkiem, drugi trzyma w uniesionych rękach. Dwukondygnacyjny, rustykowany cokół z balkonem drugiego piętra, rozciągniętym na całą szerokość fasady, dźwiga trzy górne piętra zaakcentowane pseudoryzalitem środkowym, rozczłonkowanym czterema żłobkowanymi pilastrami. Balkon ma kutą balustradę, oraz zdobią go trzy medaliony. Na jednym z nich (projektu Teofila Godeckiego) znajduje się wizerunek Jana Matejki. Całość zwieńczona fryzem ozdobionym girlandami, mocno wyładowanym gzymsem koronującym wspartym na konsolkach i attyką - pełną nad ryzalitem środkowym i balustradowo-cokołową, tralkową, nad partiami bocznymi.
Układ kamienicy jest jednopodwórzowy z oficynami bocznymi, zamknięty od strony wschodniej parterowym pawilonem z tarasem w zwieńczeniu. W elewacje podwórzowe były wbudowane fragmenty rzeźbiarskie z Zamku Królewskiego.
Kamienica uzyskała bogaty wystrój części rezydencjonalnej. Na klatce schodowej przetrwały resztki polichromii. W pomieszczeniach na parterze wmontowano fragmenty boazerii oraz drzwi i supraporty z rozebranego w 1898 r. pałacu Tarnowskich przy Krakowskim Przedmieściu.
Podczas okupacji niemieckiej w budynku miał siedzibę niemiecki zarząd uzbrojenia (Rüstungskommando).
W 1965 roku kamienica została wpisana do rejestru zabytków.
W kamienicy mieści się restauracja, utrzymana w klimacie sprzed 1939 roku. Zachowały się w niej parkiet a także elementy rocaillowego wystroju wnętrz, które mają ponad 250 lat, a zostały sprowadzone po rozbiórce pałacu Tarnowskich. Znajduje się tam również kopia obrazu Stanisława Augusta Poniatowskiego, namalowana przez Marcella Bacciarellego.

## Pomieszczenia
- Duży salon. Na jednej ze ścian centralne miejsce zajmował szylkretowy gabinet, przyozdobiony kolorowymi kamieniami i cyzelowanym srebrem. Na ścianie tej (podobnie jak na innych ścianach w tym salonie) wisiały obrazy, wśród których było wiele portretów królewskich postaci historycznych. Na samej górze z lewej portret znanego z „Ogniem i mieczem” Jeremiego Wiśniowieckiego, przy nim portret jego synowej, królowej Eleonory Austriaczki z tulipanem w ręku, żony Michała Korybuta Wiśniowieckiego, a pod nią portret Jana III Sobieskiego z kolekcji A.J.Strzałeckiego, które przeszły do Muzeum Narodowego.
- Pokój stołowy. Z hallu przez otwarte drzwi do pokoju stołowego widać było rycerza w późnogotyckiej zbroi na białym koniu. Stał on po lewej stronie kominka, a po prawej stronie był na koniu gniadym polski husarz ze skrzydłami, który najwcześniej był darowany przez A. J. Strzałeckiego Muzeum Narodowemu w Warszawie, jeszcze za czasów okupacji niemieckiej w czasie I wojny światowej. Później, na jego miejscu stanęły trzy inne zbroje, które znajdują się teraz w Muzeum Wojska Polskiego. W kominku znajdowała się żeliwna płyta z herbem Stanisława Augusta.
- Duży salon. Jedna z dwóch konsol złoconych, pochodzących z Zamku Królewskiego. W salonie znajdował się cały szereg obiektów i obrazów.
- Duży salon. Ściana z kominkiem, na lewo od portretu Stanisława Augusta w stroju koronacyjnym widoczny był portret Ludwiki Marii, żony Jana Kazimierza, którego portret, oddzielony od Ludwiki Marii innym obrazem, znajdował się tuż przy oknie, w najlepszym oświetleniu. Portrety te zostały nabyte przez Antoni Jan Strzałeckiego od Sióstr Wizytek na Krakowskim Przedmieściu pod koniec XIX w. i zawsze były przez niego eksponowane na najbardziej honorowym miejscu i w najlepszym oświetleniu, ponieważ uważał je za najlepsze portrety królewskie z całej swojej kolekcji. Gdy w 1929 r. darował je Muzeum Narodowemu, wkrótce potem wyraził swą zgodę, aby były eksponowane na Zamku Królewskim.
- Mały salon. Nie było od niego wejścia z hallu, a tylko z drugiego salonu. W gablotce na samym dole widoczna była po lewej stronie jedna z kilku waz belwederskich. Obok niej był wielki półmisek japoński z rybami (obecnie znajduje się w posiadaniu prawnuczki kolekcjonera, Marii Magdaleny Smoleńskiej). Z identycznym deseniem mały talerz japoński znajduje się w British Museum; był on w latach powojennych eksponowany w King Edward VII Gallery. Na prawo od półmiska z rybami był mały, niebieski w białe kwiaty jabłoni wazon belwederski, a na samym dole był z saskiej porcelany figurka Chińczyka z kiwającymi się rękami i głową. Powyżej półmiska z rybami był ciekawy, z saskiej porcelany „sourtout” (zdekompletowany wprawdzie, bo bez różnych miseczek, znajduje się obecnie u drugiej prawnuczki kolekcjonera, Wiesławy Tyszkiewiczowej).
- Hall. W gablotkach pośrodku hallu była ekspozycja specjalnie zabytkowych obiektów, jak znany, średniowieczny miecz z krucyfiksem, bezcenny unikat, który A. J. Strzałeczki darował Muzeum Narodowemu w Warszawie, który zrabowali hitlerowcy z Muzeum Wojska. Ponadto był tam szereg cennych karabeli, buzdyganów, czekanów i nadziaków oraz pasów kontuszowych. Na wierzchu gablotki leżały hełmy, m.in. (najbliżej szabel) kanelowany i złocony hełm należał przypuszczalnie do Jana Zamoyskiego, hetmana i kanclerza w. k. Na stojaku, umieszczonym na gablotkach, były mniej cenne szable i rapiery. Pośrodku ścian bocznych stały wysokie gablotki, w których były m.in. łubie z łukami i kołczany ze strzałami, cenniejsze rzędy na konie itp. Na ścianach bocznych wisiały kobierce. Przy gablocie był widoczny zawieszony od góry do dołu pas lity, jeden z kolekcji kilkunastu pasów kontuszowych. Pod sufitem medaliony, niezidentyfikowanego pochodzenia.

## Inne informacje
- Znajdująca się obecnie w przejeździe bramnym budynku zachowana tablica upamiętniająca fundatora i architekta kamienicy znajdowała się pierwotnie w podwórzu budynku, pod oknem parteru[10]

## Galeria

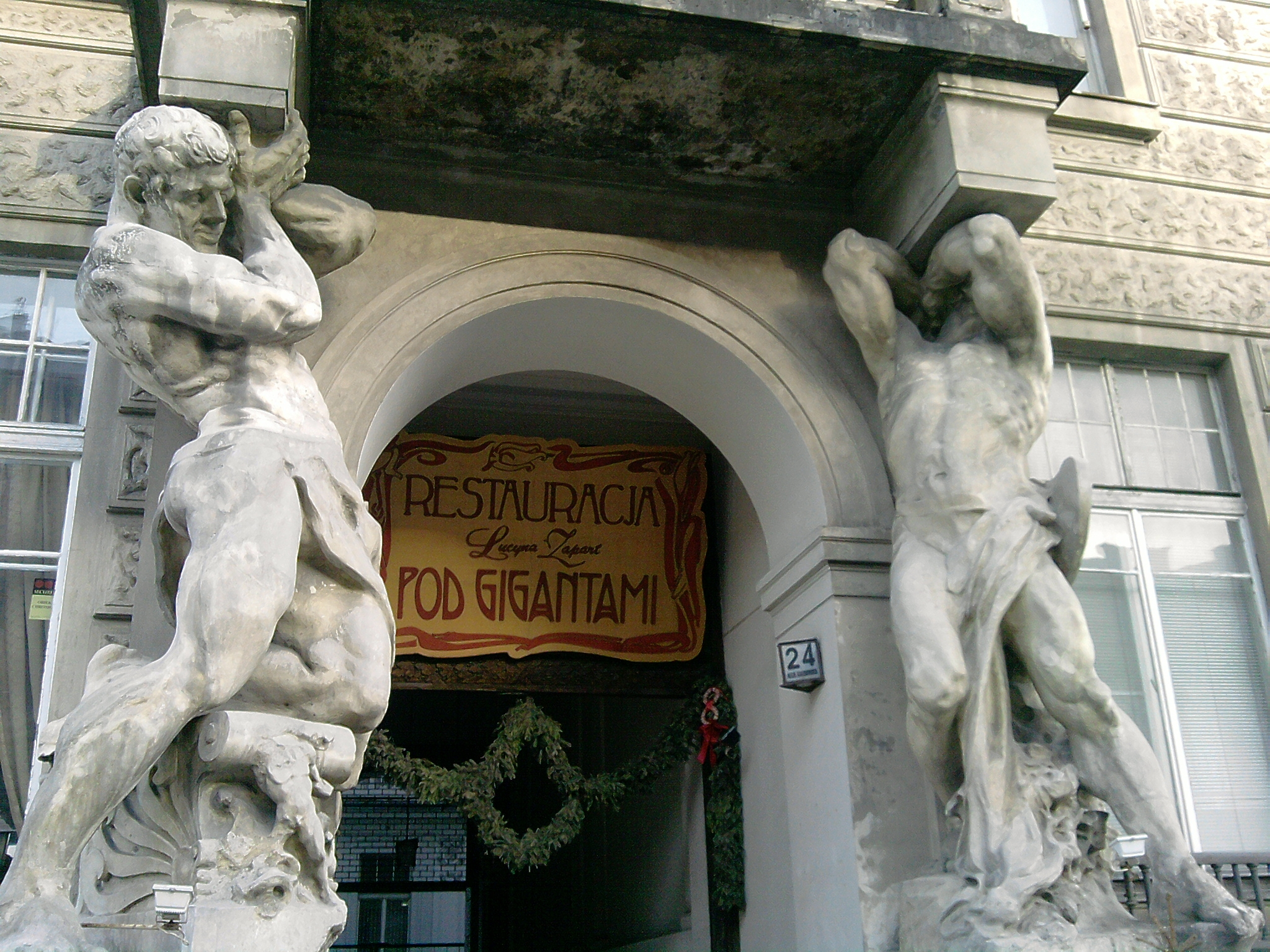
Giganty podtrzymujące balkon
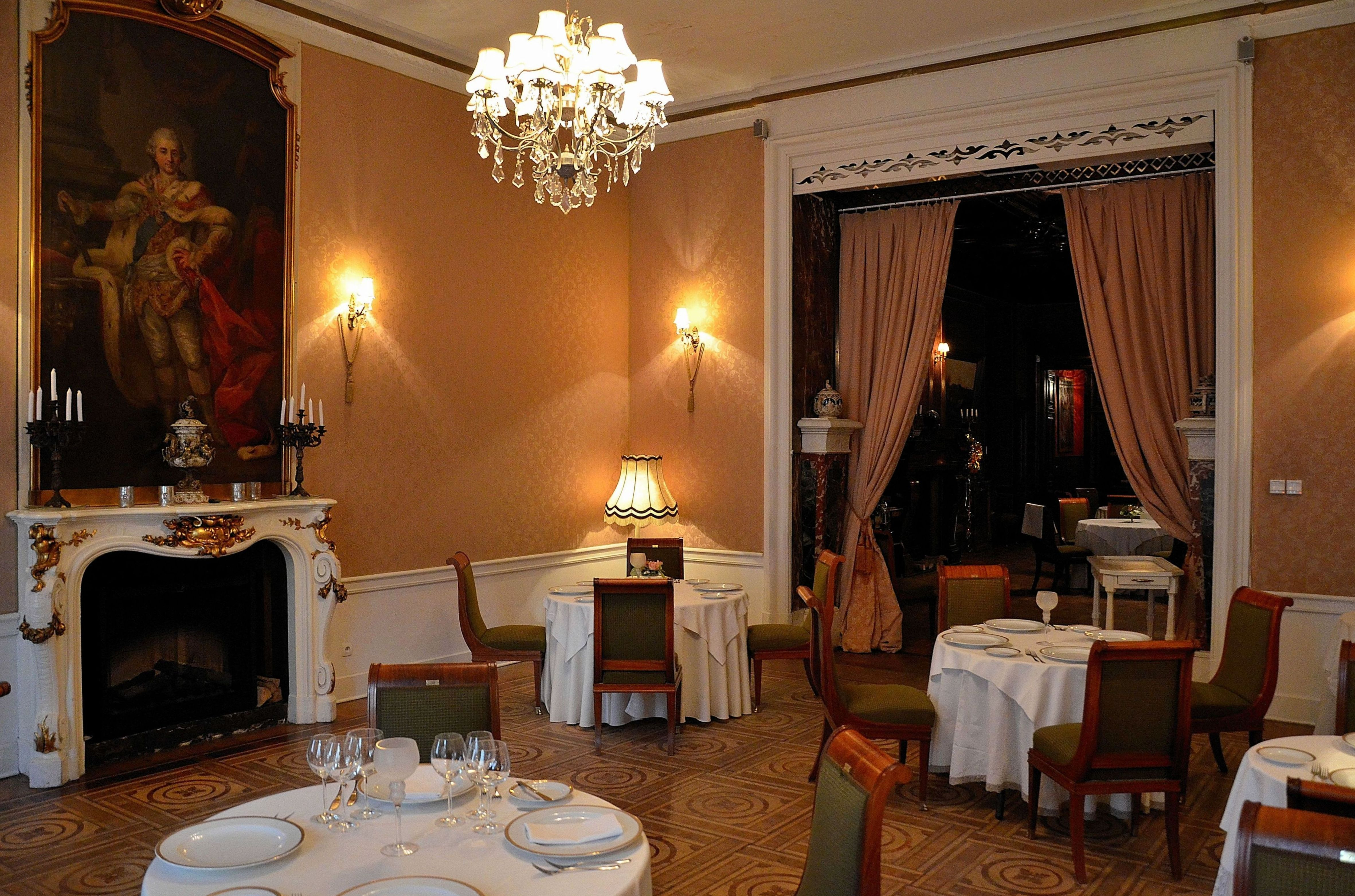
Jedna z sal restauracji na parterze
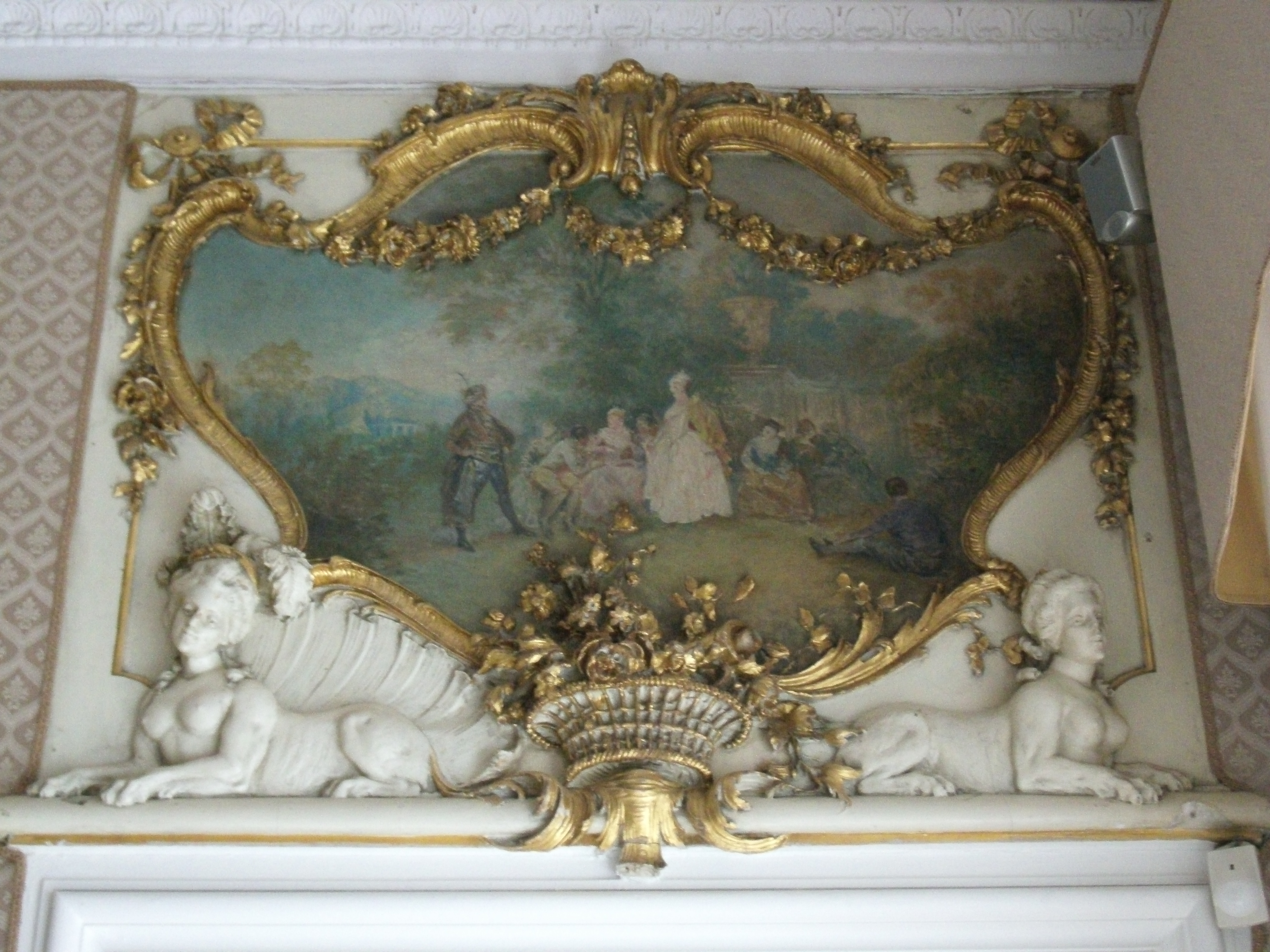
Dekoracja rocaillowa z pałacu Tarnowskich
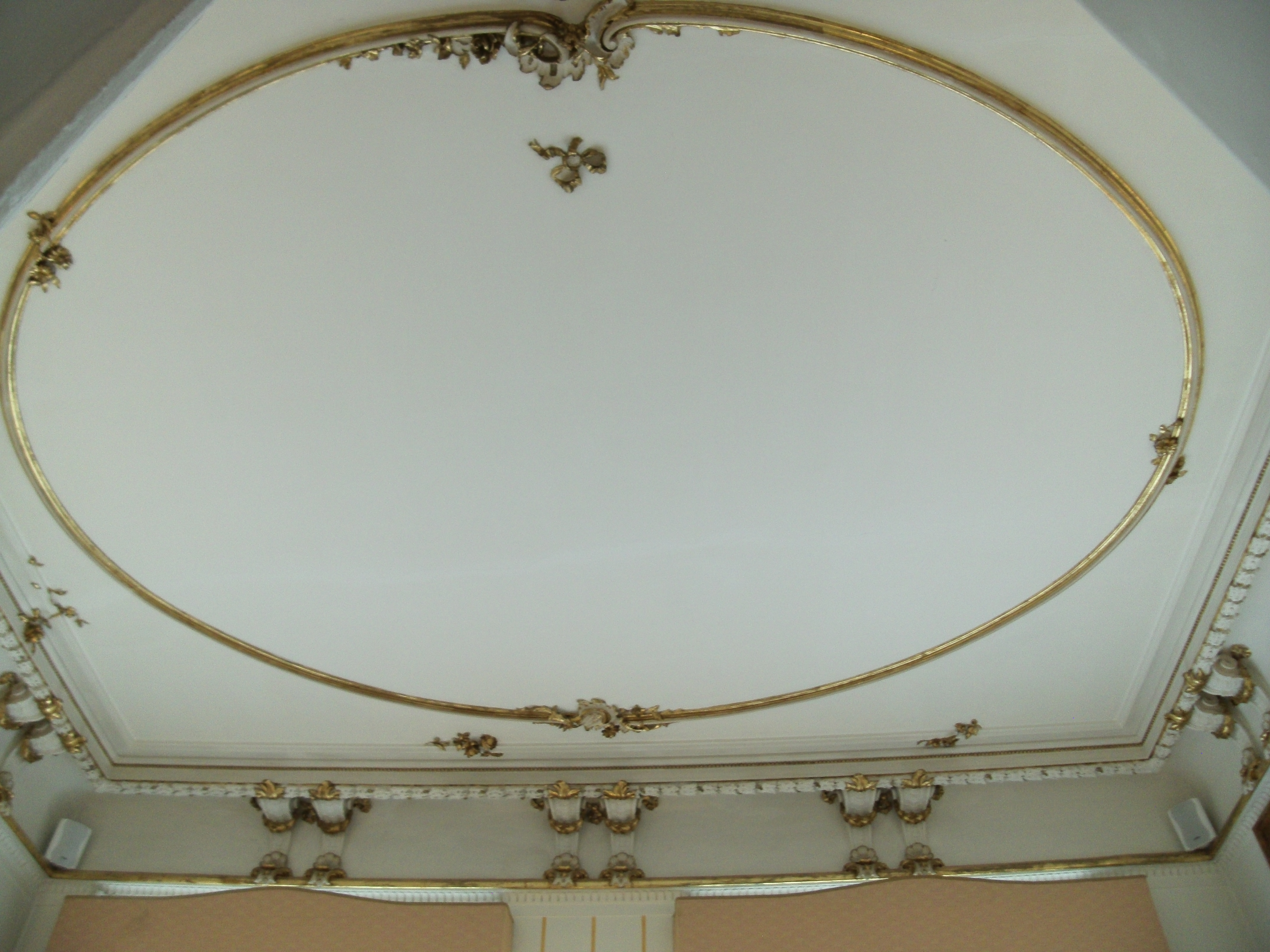
Dekoracja rocaillowa z pałacu Tarnowskich